# North Kingsville
North Kingsville is een plaats (village) in de Amerikaanse staat Ohio, en valt bestuurlijk gezien onder Ashtabula County.

## Demografie
Bij de volkstelling in 2000 werd het aantal inwoners vastgesteld op 2658.
In 2006 is het aantal inwoners door het United States Census Bureau geschat op 2623, een daling van 35 (-1,3%).

## Geografie
Volgens het United States Census Bureau beslaat de plaats een oppervlakte van
23,1 km², geheel bestaande uit land. North Kingsville ligt op ongeveer 240 m boven zeeniveau.

## Plaatsen in de nabije omgeving
De onderstaande figuur toont nabijgelegen plaatsen in een straal van 24 km rond North Kingsville.